# Полипорт
Полипорт — младший сын Одиссея и Пенелопы. Родился после возвращения отца на Итаку с Троянской войны (при этом встречаются утверждения, будто Одиссей узнал о том, что у него есть ещё один сын Полипорт по возвращении на Итаку, возможно, уже из изгнания). Согласно поэме «Феспротиды», его звали Птолипорт. Имя Полипорта означает «разрушитель городов» и было дано ему в связи с тем, что его отец разграбил Трою. У Полипорта были братья, например, Аркесилай и Телемах. Также его единокровными были дети, которых Одиссей прижил с разными женщинами (смертными и нет) вне Итаки. Некоторое время Полипорт в отсутствии отца управлял Итакой, когда сначала Одиссей, а затем и оставленный им на царстве Телемах вынуждены были отправиться в многолетнее изгнание, необходимое, чтобы улегся гнев родственников убитых Одиссеем женихов Пенелопы. Затем Одиссей вернулся на остров и воссоединился со своей женой Пенелопой.
Согласно альтернативной версии Полипорт родился у Телемаха и Навсикаи. По другим данным, имя сына, которого родила Навсикая, просто созвучно имени Полипорта.